# Vergleich von Sutri
Der Vergleich von Sutri (auch Konkordat von Sutri, Vertrag von Sutri oder Abkommen von Sutri) war eine Vereinbarung zwischen Heinrich V. und Paschalis II. im Rahmen des Investiturstreits.
Am 9. Februar 1111 wurde in einem Vertrag zwischen dem Papst und Heinrich V. in Sutri festgelegt, dass der deutsche König auf das Investiturrecht verzichtet und im Gegenzug Paschalis II. Heinrich V. zum Kaiser krönt und die Regalien zurückgibt. Der Inhalt wurde am 11. Februar 1111 bekannt gegeben: Als Preis für den Verzicht des Kaisers auf die Investitur von Bischöfen sollten alle an geistliche Würdenträger verliehenen Grundherrschaften, Zölle und Münzrechte an den Kaiser zurückfallen.
Die weltlichen und die geistlichen Fürsten verweigerten ihre Zustimmung zu dieser Vereinbarung. Daraufhin nahm Heinrich V. den Papst und mehrere Kardinäle gefangen. Zwei Monate später stimmte Paschalis unter Zwang dem Vertrag von Ponte Mammolo zu, in dem dem Kaiser das Investiturrecht zugesprochen und Heinrich die Kaiserkrönung zugesagt wurde.
Der Vergleich stellte eine Säkularisation dar. Destabilisierend wirkte seine Umsetzung beispielsweise in den Fällen, in denen kirchliche Rechtsinhaber ihre Rechte auch an weltliche Rechtspersonen übertragen hatten und diese Rechte rückabgewickelt wurden.